# The Eagle (Attractiepark Slagharen)
The Eagle is een attractie van het type Condor van de Duitse attractiebouwer HUSS Park Attractions in Attractiepark Slagharen.

## Keuze voor de attractie
De attractie is gebouwd in 1998 onder directrice Henric Bemboom, die haar vader en oprichter van het park Henk Bemboom in 1990 opvolgde. Terwijl Henk Bemboom vooral grote attracties had neergezet, hadden zijn kinderen zich begin jaren '90 beziggehouden met het verbreden van het attractieaanbod en heel wat attracties voor kleinere kinderen geplaatst. Daaropvolgend moesten er weer wat grotere attracties komen, waarvan The Eagle er één was.
De gondels van de attractie zijn zoals de naam doet vermoeden gethematiseerd naar arenden.

## Storing
Op Tweede Paasdag 2022 was er een flinke storing, om 12.00 uur bleef hij op 10 meter hoogte stilstaan. De 54 inzittenden zijn er na een uur uitgehaald met een hoogwerker.
Afbeeldingen · Main Street